# High Data Rate Digital Subscriber Line
La High bit-rate Digital Subscriber Line abreujat HDSL fou la primera tecnologia xDSL que va aparèixer al mercat a la fi de la dècada del 1980. A Europa permet transmetre fins a 2312 Kilobyte/s seguint les normes de la Unió Internacional de Telecomunicacions i als Estats Units fins a 1544 Kb/s seguint les normes de ANSI. L'amplada de banda usada se situa entre els 80 i 370 kHz i amb cables de 24 parells permet cobrir distàncies de fins a 3,6 km entre usuari i central local d'accés (centraleta).